# Narwana
Narwana ist eine Stadt (Municipal Council) im nordwestindischen Bundesstaat Haryana.
Narwana befindet sich im Distrikt Jind.
Die Stadt liegt 36 km nordnordwestlich der Distrikthauptstadt Jind, mit der sie über die nationale Fernstraße NH 71 verbunden ist. Die NH 65 kreuzt die NH 71 bei Narwana.
Die Stadt Narwana hatte beim Zensus 2011 62.090 Einwohner.
94 % der Bevölkerung waren Hindus.